# Mazières
Mazières är en kommun i departementet Charente i regionen Nouvelle-Aquitaine i västra Frankrike. Kommunen ligger  i kantonen Saint-Claud som ligger i arrondissementet Confolens. År 2018 hade Mazières 104 invånare.

## Befolkningsutveckling
Antalet invånare i kommunen Mazières
Referens:INSEE